# Zé Ricardo (calciatore 1999)
Zé Ricardo, pseudonimo di José Ricardo Araújo Fernandes (Rio de Janeiro, 3 febbraio 1999), è un calciatore brasiliano, centrocampista del Kawasaki Frontale.

## Carriera
Zé Ricardo ha iniziato la propria carriera professionistica nella Fluminense, con cui ha esordito nel Campionato Carioca nel 2019 contro il Volta Redonda. Nel 2020 è stato ceduto in prestito al Boavista in previsione del campionato statale del 2020.
Nel 2021 è stato acquistato a titolo definitivo dal Londrina per disputare il Campionato Paranaense e nella seconda metà dell'anno ha fatto ritorno al Boavista in vista della stagione di Série D.
Nel 2022 si è trasferito alla Tombense con cui ha trovato continuità di impiego ed ha realizzato la sua prima rete fra i professionisti contro la Chapecoense. Al termine della stagione è stato prestato al Goiás.
Nel 2024 si trasferisce al Kawasaki Frontale, club della prima divisione giapponese.

## Statistiche

### Presenze e reti nei club
Statistiche aggiornate al 27 settembre 2023.
| Stagione        | Squadra         | Campionato      | Campionato | Campionato | Coppe nazionali | Coppe nazionali | Coppe nazionali | Coppe continentali | Coppe continentali | Coppe continentali | Altre coppe | Altre coppe | Altre coppe | Totale | Totale | Totale |
| Stagione        | Squadra         | Comp            | Pres       | Reti       | Comp            | Pres            | Reti            | Comp               | Pres               | Reti               | Comp        | Pres        | Reti        | Pres   | Reti   |        |
| --------------- | --------------- | --------------- | ---------- | ---------- | --------------- | --------------- | --------------- | ------------------ | ------------------ | ------------------ | ----------- | ----------- | ----------- | ------ | ------ | ------ |
| 2019            | Fluminense      | A/RJ+A          | 2+0        | 1          | CB              | 0               | 0               |                    | -                  | -                  |             | -           | -           | 2      | 0      |        |
| 2020            | Boavista-RJ     | A/RJ            | 1          | 0          | CB              | 0               | 0               |                    | -                  | -                  |             | -           | -           | 1      | 0      |        |
| 2021            | Londrina        | A1/PR+B         | 2+0        | 0          | CB              | 0               | 0               |                    | -                  | -                  |             | -           | -           | 2      | 0      |        |
| 2021            | Boavista-RJ     | D               | 4          | 0          | CB              | 0               | 0               |                    | -                  | -                  |             | -           | -           | 4      | 0      |        |
| 2022            | Tombense        | M1/MG+B         | 7+34       | 0+2        | CB              | 2               | 0               |                    | -                  | -                  |             | -           | -           | 43     | 2      |        |
| 2023            | Goiás           | PD/GO+A         | 13+13      | 1+0        | CB              | 2               | 0               | CS                 | 5                  | 0                  | CV          | 5           | 0           | 38     | 1      |        |
| 2023            | Tombense        | B               | 1          | 0          | CB              | 0               | 0               |                    | -                  | -                  |             | -           | -           | 1      | 0      |        |
| Totale carriera | Totale carriera | Totale carriera | 77         | 3          |                 | 4               | 0               |                    | 5                  | 0                  |             | 5           | 0           | 91     | 3      |        |

## Palmarès
- Supercoppa del Giappone: 1

Kawasaki Frontale: 2024